# Acceleració relativa
L' acceleració relativa  fa referència a la que presenta una partícula respecte a un sistema de referència (xyz), anomenat  referencial relatiu  o mòbil per estar en moviment respecte a un altre sistema de referència (XYZ) considerat com  referencial absolut  o fix.
El moviment d'un referencial respecte a l'altre pot ser una translació, una rotació o una combinació d'ambdues (moviment rototranslatori).

## Cas general

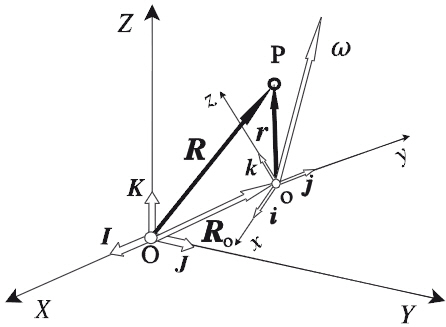
Sistema de referència fix o absolut (XYZ) i sistema de referència mòbil o relatiu (xyz) en moviment general (rototranslatori) respecte al referencial absolut.

L'acceleració {\displaystyle \mathbf {a} _{\text{F}}\,} d'una partícula en un  referencial fix/o absolut i la seva acceleració {\displaystyle \mathbf {a} _{\text{M}}\,} en un  referencial mòbil  o relatiu estan relacionades mitjançant l'expressió:

(1){\displaystyle \mathbf {a} _{\text{F}}=\mathbf {a} _{\text{M}}\ +\mathbf {a} _{\text{o}}\ +{\dot {\boldsymbol {\omega }}}\times \mathbf {r} \ +{\boldsymbol {\omega }}\times ({\boldsymbol {\omega }}\times \mathbf {r} )\ +2{\boldsymbol {\omega }}\times \mathbf {v} _{\text{M}}}

sent:
{\displaystyle \mathbf {a} _{\text{F}}\,} l'acceleració de la partícula en el referencial fix ( acceleració absoluta ).
{\displaystyle \mathbf {a} _{\text{M}}\,} l'acceleració de la partícula en el referencial mòbil ( acceleració relativa ),
{\displaystyle \mathbf {v} _{\text{M}}\,} la velocitat de la partícula en el referencial mòbil ( velocitat relativa ),
{\displaystyle \mathbf {a} _{\text{o}}\,} l'acceleració de l'origen del referencial mòbil al referencial fix ( arrossegament de translació ),
{\displaystyle {\dot {\boldsymbol {\omega }}}\times \mathbf {r} \;} l'acceleració tangencial ( arrossegament de rotació ),
{\displaystyle {\boldsymbol {\omega }}\times ({\boldsymbol {\omega }}\times \mathbf {r} )\,} l'acceleració normal o centrípeta ( arrossegament de rotació ),
{\displaystyle 2{\boldsymbol {\omega }}\times \mathbf {v} _{\text{M}}\,} l'acceleració complementària o  acceleració de Coriolis .
Si la partícula es troba en repòs en el referencial mòbil, és a dir, si {\displaystyle \mathbf {v} _{\text{M}}=0\,} i {\displaystyle \mathbf {a} _{\text{M}}=0\,}, la seva acceleració en el referencial fix és l'acceleració d'arrossegament, que ve donada per

{\displaystyle \mathbf {a} _{\text{arr}}=\mathbf {a} _{\text{o}}\ +{\dot {\boldsymbol {\omega }}}\times \mathbf {r} \ +{\boldsymbol {\omega }}\times ({\boldsymbol {\omega }}\times \mathbf {r} )}

que coincideix amb l'acceleració corresponent un punt d'un sòlid rígid en moviment.
Podem expressar l'acceleració de la partícula en el referencial fix en la forma

{\displaystyle \mathbf {a} _{\text{F}}=\mathbf {a} _{\text{M}}\ +\mathbf {a} _{\text{arr}}\ +\mathbf {a} _{\text{C}}}

Translació nomésL'acceleració d'una partícula en un referencial fix o absolut {\displaystyle \mathbf {a} _{\text{F}}\,} i en un referencial mòbil o relatiu, {\displaystyle \mathbf {a} _{\text{M}}\,}, estan relacionades mitjançant l'expressió:

{\displaystyle \mathbf {a} _{\text{F}}=\mathbf {a} _{\text{M}}\ +\mathbf {a} _{\text{o}}}

Només rotació
L'acceleració d'una partícula en un referencial fix o absolut {\displaystyle \mathbf {a} _{\text{F}}\,} i en un referencial mòbil o relatiu, {\displaystyle \mathbf {a} _{\text{M}}\,}, estan relacionades mitjançant l'expressió:

{\displaystyle \mathbf {a} _{\text{F}}=\mathbf {a} _{\text{M}}\ +{\dot {\boldsymbol {\omega }}}\times \mathbf {r} \ +{\boldsymbol {\omega }}\times ({\boldsymbol {\omega }}\times \mathbf {r} )\ +2{\boldsymbol {\omega }}\times \mathbf {v} _{\text{M}}}